# Hydnora
Hydnora es un género de plantas parásitas perteneciente a la familia Hydnoraceae. Es originario de zonas áridas de África, Arabia Saudita y Madagascar. Comprende 19 especies descritas y de estas, solo 5 aceptadas.

## Taxonomía
El género fue descrito por Carl Peter Thunberg y publicado en Kongliga. Vetenskaps Academiens Handlingar 36: 69. 1775.

## Especies aceptadas
A continuación se brinda un listado de las especies del género Hydnora aceptadas hasta mayo de 2014, ordenadas alfabéticamente. Para cada una se indica el nombre binomial seguido del autor, abreviado según las convenciones y usos. 
- Hydnora abyssinica A.Br.
- Hydnora africana Thunb.
- Hydnora esculenta Jumelle & H.Perrier
- Hydnora sinandevu Beentje & Q.Luke
- Hydnora triceps Drège & E.Mey.